# Calocheirus canariensis
Calocheirus canariensis är en spindeldjursart som först beskrevs av Beier 1970.  Calocheirus canariensis ingår i släktet Calocheirus och familjen Olpiidae. Inga underarter finns listade.